# Идэ, Юдзи
Ю́дзи И́дэ (яп. 井出 有治 Идэ Ю:дзи, род. 21 января 1975, Сайтама) — японский автогонщик, который перешёл из «Формулы-Ниппон» в «Формулу-1» с командой Super Aguri в 2006 году, но лишился Суперлицензии FIA из-за опасного вождения.
Идэ вернулся в «Формулу-Ниппон» после своих четырёх гонок в Формуле-1 и выступал за команду Autobacs Racing Team Aguri.

## Ранняя карьера
Идэ начал свою гоночную карьеру в 1990 году с картинга. В 1991 он выиграл национальный кубок чемпионата по картингу в Канто. В 1992 он был вторым в региональном чемпионате по картингу восточного Канто класса А1, а также выиграл сток-класс Japan Kart Grand Prix SS. В следующем году он присоединился к классу «Формулы-А» всеяпонской картинговой серии перед тем как перейти в Японскую Формулу-3.
В 1999 он стал вице-чемпионом во всеяпонском чемпионате GT класса GT300 . Также он стал чемпионом серии «Formula Dream» в Японии. В 2002 Идэ присоединился к серии Французской Формулы-3 и занял там седьмое место. В следующем, 2003 году, он присоединился к всеяпонскому чемпионату «Формула-Ниппон» и также занял седьмое место. В 2004, он выступал три раза перед тем как выиграть серию Super Endurance Race Class 3. Японец завершил свой первый перерыв в «Формуле-Ниппон» и завершил сезон на второй позиции в 2005.

## Формула-1
В 31 год Идэ стал одним из самых возрастных новичков Формулы-1, когда ему досталось место в Super Aguri на сезон 2006 года, во многом из-за стремления Super Aguri, чтобы всё в команде было японским. Согласно пресс-релизу, Идэ долгое время знал Агури Судзуки, однако у японца была плохая обратная связь с командой, поскольку он плохо знал английский язык.
В своей дебютной гонке в Бахрейне, Идэ шёл не очень далеко от напарника Такумы Сато, но сошёл из-за проблем с мотором. В Малайзии, он снова сошёл из-за мотора после 33 кругов гонки.
В третьей гонке японец заблокировал Рубенса Баррикелло на быстром круге, из-за этого бразилец остался в первой части квалификации и занял всего лишь шестнадцатое место на стартовой решётке, а сам виновник стартовал последним. В гонке он в свой первый и последний раз финишировал. Уик-энд в Мельбурне также запомнился большим количеством разворотов Идэ и глава команды Агури Судзуки впоследствии сказал что его место под угрозой, если его результаты не улучшатся.
На первом круге Гран-при Сан-Марино Идэ врезался в Кристиана Альберса, из-за этого болид нидерландца несколько раз перевернулся и приземлился верх колёсами. Стюарды сделали выговор Идэ и предупредили о дальнейших последствиях. Многие признали, что это не было полностью его ошибкой, а произошло из-за того что проект Агури был поздно подтверждён и Идэ получил мало времени на тестах.
4 мая 2006 года в Super Aguri объявили что из-за предупреждения FIA Идэ пропустит следующий Гран-при Европы на Нюрбургринге, на котором его заменил бывший тест-пилот Renault Франк Монтаньи. Идэ был понижен до должности тест-пилота.
10 мая 2006 FIA отозвала суперлицензию Идэ, что означало что он больше не сможет выступать в Формуле-1 на протяжении сезона 2006. Пресс-служба Super Aguri подтвердила что Идэ не вернётся в Формулу-1.

## Возвращение в Японию
В июле 2006 было объявлено что Идэ будет выступать за команду Team Dandelion Racing на шести последних этапах чемпионата Формулы-Ниппон, с прицелом на получение большего опыта в гонках.
В 2007 он остался в Формуле-Ниппон, но перешёл в команду Autobacs Racing Team Aguri, которой также владел Агури Судзуки. Его лучшим финишем стало третье место на пятом этапе в Судзуке.

## Личная жизнь
Идэ является хорошим другом Сёити Фунаки.

## Результаты выступлений

### Гоночная карьера
| Сезон     | Серия                                           | Команда                    | Гонки | Победы | Поулы | Очки | Место |
| --------- | ----------------------------------------------- | -------------------------- | ----- | ------ | ----- | ---- | ----- |
| 1994      | Всеяпонская Формула-3                           | Active                     | 6     | 0      | 0     | 0    | НКЛ   |
| 1994      | Всеяпонская Формула-3                           | Asada Racing               | 6     | 0      | 0     | 0    | НКЛ   |
| 1997      | Всеяпонская Формула-3                           | Asada Racing               | 2     | 0      | 0     | 0    | НКЛ   |
| 1998      | Всеяпонская Формула-3                           | Now Motorsports            | 7     | 0      | 0     | 0    | НКЛ   |
| 1999      | Всеяпонская Формула-3                           | ARTA — NISMO               | 6     | 3      | 4     | 72   | 2     |
| 1999      | Formula Dream                                   | 5ZIGEN ARTA                | н/д   | 1      | н/д   | н/д  | 1     |
| 2000      | Всеяпонская Формула-3                           | Mugen Dome Project         | 10    | 2      | 1     | 35   | 2     |
| 2000      | Гран-при Макао                                  | Skill Speed                | 1     | 0      | 0     | —    | 24    |
| 2000      | Суперприз Кореи                                 | Skill Speed                | 1     | 0      | 0     | —    | 13    |
| 2001      | Всеяпонская Формула-3                           | Three Bond Racing          | 18    | 0      | 0     | 100  | 5     |
| 2001      | Гран-при Макао                                  | Signature Team             | 1     | 0      | 0     | —    | 5     |
| 2001      | Суперприз Кореи                                 | Signature Team             | 1     | 0      | 0     | —    | 12    |
| 2002      | Французская Формула-3                           | Autobacs Racing Team Aguri | 14    | 1      | 0     | 84   | 7     |
| 2002      | Европейский кубок Формулы-3                     | Autobacs Racing Team Aguri | 1     | 0      | 0     | —    | 6     |
| 2002      | Гран-при Макао                                  | Autobacs Racing Team Aguri | 1     | 0      | 0     | —    | НКЛ   |
| 2002      | Формула-3 Мастерс                               | Autobacs Racing Team Aguri | 1     | 0      | 0     | —    | 25    |
| 2002      | Суперприз Кореи                                 | Autobacs Racing Team Aguri | 1     | 0      | 0     | —    | 10    |
| 2003      | Формула-Ниппон                                  | Racing Team Cerumo         | 10    | 0      | 0     | 19   | 7     |
| 2003      | Всеяпонский чемпионат GT                        | Team Impul                 | 8     | 2      | 0     | 64   | 7     |
| 2004      | Формула-Ниппон                                  | Team Impul                 | 9     | 1      | 1     | 32   | 3     |
| 2005      | Формула-Ниппон                                  | Team Impul                 | 9     | 2      | 1     | 39   | 2     |
| 2005      | Super GT — GT500                                | Team Impul                 | 8     | 0      | 1     | 35   | 11    |
| 2006      | Формула-1                                       | Super Aguri                | 4     | 0      | 0     | 0    | 25    |
| 2006      | Формула-Ниппон                                  | Team Dandelion Racing      | 6     | 0      | 0     | 0    | НКЛ   |
| 2006      | Super GT                                        | NISMO                      | 1     | 0      | 0     | 0    | НКЛ   |
| 2007      | Формула-Ниппон                                  | Autobacs Racing Team Aguri | 9     | 0      | 0     | 6    | 13    |
| 2007      | Super GT — GT 500                               | Autobacs Racing Team Aguri | 1     | 0      | 0     | 15   | 18    |
| 2008      | Формула-Ниппон                                  | Autobacs Racing Team Aguri | 11    | 0      | 0     | 2    | 19    |
| 2008      | Super GT — GT 500                               | Team Kunimitsu             | 9     | 0      | 0     | 41   | 11    |
| 2009      | Super GT — GT 500                               | Team Kunimitsu             | 9     | 0      | 0     | 29   | 13    |
| 2010      | Формула-Ниппон                                  | Motul Team                 | 8     | 0      | 0     | 1    | 14    |
| 2010      | Super GT — GT 500                               | Autobacs Racing Team Aguri | 7     | 1      | 0     | 29   | 11    |
| 2013      | Super GT — GT 300                               | ABonds Racing              | 1     | 0      | 0     | 6    | 22    |
| 2015      | Super GT — GT 300                               | Team Up Garage with Bandoh | 6     | 0      | 0     | 2    | 25    |
| 2017      | Super GT — GT 300                               | EIcars Bentley TTO         | 6     | 0      | 0     | 0    | НКЛ   |
| 2018      | Super GT — GT 300                               | EIcars Bentley             | 7     | 0      | 0     | 0    | НКЛ   |
| 2018      | CJ Superrace Championship — Cadillac 6000 Class | Ecsta Racing Team          | 9     | 1      | 0     | 116  | 3     |
| 2020      | Super Taikyu — ST-TCR                           | Floral Racing with Uematsu | 5     | 2      | 1     | 194‡ | 1‡    |
| 2022      | Super GT                                        | Busou Drago Corse          | 3     | 0      | 0     | 12,5 | 20    |
| Источник: |                                                 |                            |       |        |       |      |       |

‡ — командный зачет

## Результаты выступлений в Формуле-1
| Легенда к таблице |                                                                    |
| --- | ------------------------------------------------------------------ |
| В таблице перечислены результаты всех Гран-при Формулы-1, в которых принимал участие гонщик. Строками таблицы являются сезоны, столбцами — этапы чемпионата мира. В каждой клетке указаны сокращённое название этапа и результат, дополнительно обозначенный цветом. Расшифровка обозначений и цветов представлена в нижеследующей таблице. |                                                                    |
| \| Пример \| Описание \| \| ------------ \| ------------------------------------------------------------------ \| \| 1 \| Победитель \| \| 2 \| Второе место \| \| 3 \| Третье место \| \| 5 \| Финишировал, заработав очки \| \| Сход \| Не финишировал, но при этом заработал очки \| \| 12 \| Финишировал, не получив очков \| \| НКЛ \| Финишировал, но не попал в финальную классификацию \| \| 15 \| Участвовал вне зачёта, либо по отдельной классификации \| \| 18 \| Не финишировал, но попал в финальную классификацию \| \| Сход \| Не финишировал \| \| НКВ \| Не прошёл квалификацию \| \| НПКВ \| Не прошёл предквалификацию \| \| ДСК \| Дисквалифицирован \| \| ИСК \| Исключён из протокола соревнований \| \| ТТ \| Заявлен для участия только в тренировках \| \| НС \| Участвовал в квалификации, но не стартовал в гонке \| \| Т \| Травмирован или болен \| \| ОТК \| Отказ от участия \| \| НТР \| Прибыл на соревнования, но на трассу не выезжал \| \| НПР \| Был заявлен в числе участников, но не прибыл к началу соревнований \| \| О \| Соревнования отменены \| \| \| Не участвовал \| \| Поул-позиция \| \| \| Быстрый круг \| \| |                                                                    |
| Пример | Описание                                                           |
| 1 | Победитель                                                         |
| 2 | Второе место                                                       |
| 3 | Третье место                                                       |
| 5 | Финишировал, заработав очки                                        |
| Сход | Не финишировал, но при этом заработал очки                         |
| 12 | Финишировал, не получив очков                                      |
| НКЛ | Финишировал, но не попал в финальную классификацию                 |
| 15 | Участвовал вне зачёта, либо по отдельной классификации             |
| 18 | Не финишировал, но попал в финальную классификацию                 |
| Сход | Не финишировал                                                     |
| НКВ | Не прошёл квалификацию                                             |
| НПКВ | Не прошёл предквалификацию                                         |
| ДСК | Дисквалифицирован                                                  |
| ИСК | Исключён из протокола соревнований                                 |
| ТТ | Заявлен для участия только в тренировках                           |
| НС | Участвовал в квалификации, но не стартовал в гонке                 |
| Т | Травмирован или болен                                              |
| ОТК | Отказ от участия                                                   |
| НТР | Прибыл на соревнования, но на трассу не выезжал                    |
| НПР | Был заявлен в числе участников, но не прибыл к началу соревнований |
| О | Соревнования отменены                                              |
| | Не участвовал                                                      |
| Поул-позиция |                                                                    |
| Быстрый круг |                                                                    |

| Сезон | Команда        | Шасси            | Двигатель           | Ш | 1        | 2        | 3      | 4        | 5   | 6   | 7   | 8   | 9   | 10  | 11  | 12  | 13  | 14  | 15  | 16  | 17  | 18  | Место | Очки |
| ----- | -------------- | ---------------- | ------------------- | - | -------- | -------- | ------ | -------- | --- | --- | --- | --- | --- | --- | --- | --- | --- | --- | --- | --- | --- | --- | ----- | ---- |
| 2006  | Super Aguri F1 | Super Aguri SA05 | Honda RA806E 2.4 V8 | B | БАХ Сход | МАЛ Сход | АВС 13 | САН Сход | ЕВР | ИСП | МОН | ВЕЛ | КАН | США | ФРА | ГЕР | ВЕН | ТУР | ИТА | КИТ | ЯПО | БРА | 25    | 0    |